# Friedrich Wilhelm Albrecht (Pfarrer)
Friedrich Wilhelm Albrecht (* 14. August 1861 in Weißenburg in Bayern; † 8. Oktober 1943 ebenda) war ein deutscher Politiker und Pfarrer.

## Leben und Wirken
Als Sohn eines Landwirts geboren, studierte Albrecht nach dem Besuch der Lateinschule in Weißenburg und des Gymnasiums in Augsburg Theologie in Erlangen und Leipzig. Während seines Studiums wurde er 1880 Mitglied der Burschenschaft Bubenruthia Erlangen. 1884 wurde er Vikar in Dettenheim, war 1888 bis 1897 evangelischer Pfarrer in Unterampfrach, bis 1903 in Ammelbruch und bis 1931 in Weißenburg in Bayern.
Vom 13. März 1906 bis 1907 war Albrecht als Nachfolger des ausgetretenen Hans Küfner Mitglied der Kammer der Abgeordneten. Er gehörte der Liberalen Vereinigung an.